# تاتسویا میهاشی
تاتسویا میهاشی (انگلیسی: Tatsuya Mihashi; ۲ نوامبر ۱۹۲۳ – ۱۵ مهٔ ۲۰۰۴) بازیگر اهل ژاپن بود. وی بین سال‌های ۱۹۴۴ تا ۲۰۰۴ میلادی فعالیت می‌کرد.
از فیلم‌ها یا برنامه‌های تلویزیونی که وی در آن نقش داشته‌است می‌توان به تورا! تورا! تورا!، چه خبر، تایگر لیلی؟ اشاره کرد.